# Крістофер Колфер
Крі́стофер Пол Ко́лфер (англ. Christopher Paul Colfer, нар. 27 травня 1990, Кловіс, Каліфорнія, США) — американський телевізійний актор, співак, автор та продюсер. Найвідоміший за роллю гея-підлітка Курта Гаммела в серіалі Glee, виробництва телекомпанії FOX. Був номінований на Emmy Award та Satellite Award. Крім того, він переможець у номінації «Найкращий актор другого плану в серіалі, мінісеріалі або телефільмі» (Glee) на 2011 Golden Globe Awards і трьох послідовних народних Choice Awards у номінації улюблений комедійний актор телебачення в 2013, 2014 і 2015 роках. Також у 2011-ому був визнаний журналом Time одним із сотні найвпливовіших людей світу.
Крістофер також один із найуспішніших авторів за версією New York Times за книгу Країна історій.

## Ранні роки
Колфер народився в Кловісі, штат Каліфорнія. Під час навчання Колфер був президентом Клубу письменників, редактором шкільного літературного журналу, брав участь в дебатах. Особливо вирізнялася його участь у театральному житті школи. Він виступав актором та режисером, в старшій школі написав та поставив мюзикл Shirley Todd (пародія на Sweeney Todd), де стать кожного героя була змінена на протилежну. Сам Кріс зіграв роль містера Ловета.

## Кар'єра
Першу свою роль кінороль отримав у 18 років. Дебютом став короткометражний фільм «Рассел Фіш: інцидент з яйцями і сосискою», який показали на деяких фестивалях.
Значний успіх йому принесла роль Курта Гаммела в мюзиклі Glee. Актор проходив кастинг на іншу роль (Арті), але вразив продюсерів настільки, що для нього була створена нова роль. Протягом першого сезону герой Кріса приймає свою орієнтацію, будує відносини з батьком та зведеним братом. В другому сезоні він стикається з дискримінацією, переходить до іншої школи та знаходить своє кохання.

## Приватне життя
Крістофер, як і його герой в серіалі, відкритий гей. Батьки сприйняли його камінг-аут спокійно, проте були проблеми з однолітками у школі. Його сестра Ханна хвора на епілепсію. Актор зізнавався, що акторська справа була способом легше переживати стрес, що пов'язаний з хворобою рідної людини.

## Фільмографія

### Фільми
| Рік  | Назва                                    | Оригінальна назва                          | Роль                | Примітка                          |
| ---- | ---------------------------------------- | ------------------------------------------ | ------------------- | --------------------------------- |
| 2009 | Рассел Фіш: інцидент з яйцями і сосискою | Russel Fish: The Sausage and Eggs Incident | Рассел Фіш          | Короткометражний фільм            |
| 2010 | Мармадюк                                 | Marmaduke                                  | Озвучка, собака # 2 |                                   |
| 2012 | 8                                        | 8                                          | Раян Кенделл        | Допоміжна роль                    |
| 2012 | Удар блискавки                           | Struck by Lightning                        | Карсон Филлипс      | Головна роль; сценарист, продюсер |

### Телебачення
| Рік          | Назва         | Оригінальна назва    | Роль                 | Примітка                                                        |
| ------------ | ------------- | -------------------- | -------------------- | --------------------------------------------------------------- |
| 2009-дотепер | Хор           | Glee                 | Курт Гаммел          | Головна роль                                                    |
| 2011         | Шоу Клівленда | The Cleveland Show   | Озвучка, Курт Гамелл | «How Do You Solve a Problem Like Roberta?» (2 сезон, 11 епізод) |
| 2012         | Проєкт Хор    | The Glee Project     | Себе                 | Наставник гостей, епізод «Glee-ality»                           |
| 2013         |               | Bitter Party of Five | Себе                 | 6 епізод                                                        |

## Дискографія
- Glee: The Music, Volume 1 (2009)
- Glee: The Music, Volume 2 (2009)
- Glee: The Music, The Power of Madonna (2010)
- Glee: The Music, Volume 3 Showstoppers (2010)
- Glee: The Music, Journey to Regionals (2010)
- Glee: The Music, The Rocky Horror Glee Show (2010)
- Glee: The Music, The Christmas Album (2010)
- Glee: The Music, Volume 4 (2010)
- Glee: The Music, Volume 5 (2011)
- Glee: The Music Presents the Warblers (2011)
- Glee: The Music, Volume 6 (2011)
- Glee: The 3D Concert Movie (Motion Picture Soundtrack) (2011)